# Římskokatolická farnost Rostěnice

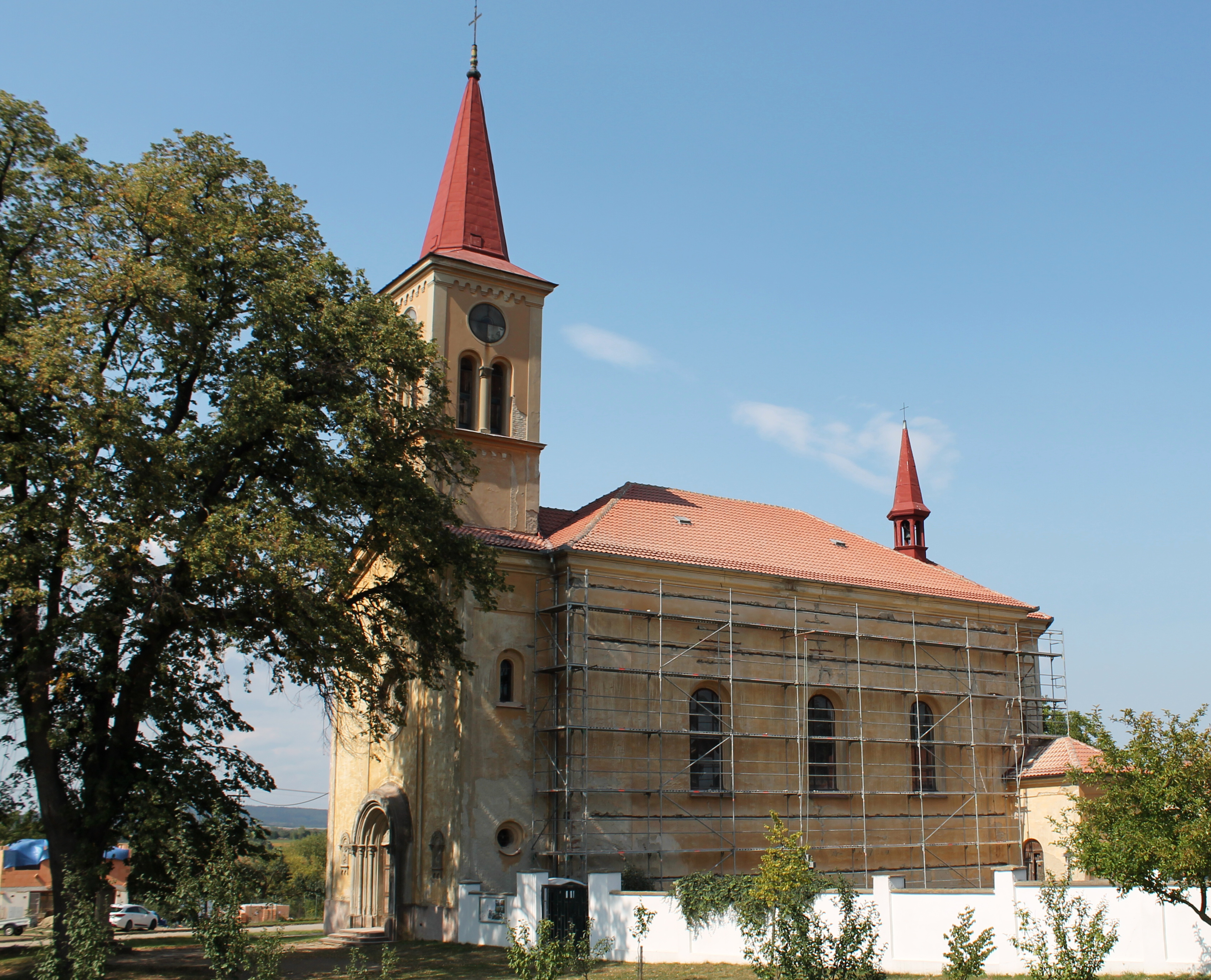
Kostel svatého Cyrila a Metoděje v Rostěnicích

Římskokatolická farnost Rostěnice byla římskokatolická farnost v Česku. Jejím sídlem byla vesnice Rostěnice v okrese Vyškov s farním kostelem svatého Cyrila a Metoděje. Farnost byla součástí brněnské diecéze a roku 2024 byla zrušena sloučením do farnosti Kučerov.

## Historie
Rostěnice patří mezi nejstarší obce vyškovského okresu. Poprvé jsou zmíněny v listině olomouckého biskupa Jindřicha Zdíka, která sice není datována, ale podle údajů v textu pochází zřejmě z roku 1141.
Do roku 1784 spadaly Rostěnice do farnosti Kučerov, poté do farnosti Luleč. Samostatná farnost byla zřízena v roce 1871, kromě Rostěnic do ní patřily i Zvonovice. Od roku 1999, kdy proběhla územně-správní reforma brněnské diecéze, spadala farnost do slavkovského děkanství. K 31. prosinci 2024 byla farnost zrušena a její území se stalo součástí kučerovské farnosti.

## Duchovní správci
V posledních letech byla farnost spravována excurrendo z Bohdalic. Administrátorem excurrendo byl do roku 2010 Jan Klíma a v letech 2010–2024 Jan Hanák.

## Kostely a kaple
- kostel svatého Cyrila a Metoděje v Rostěnicích (v době existence farnosti byl farním kostelem)
- kaple svatého Bartoloměje ve Zvonovicích

## Aktivity ve farnosti
Den vzájemných modliteb farností za bohoslovce a bohoslovců za farnosti brněnské diecéze a adorační den připadaly na 5. srpna.
Ve farnosti se pořádala tříkrálová sbírka. V roce 2017 se při ní vybralo 6 918 korun.